# Kristina Brandi
Kristina Brandi (ur. 29 marca 1977 w San Juan) – portorykańska tenisistka.
Karierę zawodową rozpoczęła 1 czerwca 1995 roku, a zakończyła w 2008 roku. Była zawodniczką praworęczną z oburęcznym backhandem.
Wygrała jeden turniej singlowy z cyklu WTA, było to w 1999 roku w ’s-Hertogenbosch. W ITF triumfowała piętnastokrotnie. W 2000 roku dotarła do czwartej rundy Australian Open i French Open, jak dotychczas są to jej najlepsze wyniki w turniejach wielkoszlemowych. Była w trzeciej rundzie Australian Open w 1997 roku. W grudniu 2000 roku była dwudziestą siódmą zawodniczką świata.
Była reprezentantką swojego kraju w rozgrywkach Pucharu Federacji.
W 2003 roku została Atletką Roku w swoim kraju.

## Finały turniejów WTA
| Legenda                | Legenda |
| ---------------------- | ------- |
| Wielki Szlem           |         |
| Igrzyska olimpijskie   |         |
| WTA Tour Championships |         |
| 1988 – 2008            |         |
| Kategoria I            |         |
| Kategoria II           |         |
| Kategoria III          |         |
| Kategoria IV           |         |
| Kategoria V            |         |

### Gra pojedyncza
| Końcowy wynik | Nr | Data            | Turniej          | Nawierzchnia | Przeciwniczka  | Wynik finału  |
| ------------- | -- | --------------- | ---------------- | ------------ | -------------- | ------------- |
| Zwyciężczyni  | 1. | 14 czerwca 1999 | ’s-Hertogenbosch | Trawiasta    | Silvija Talaja | 6:0, 3:6, 6:1 |

## Wygrane turnieje rangi ITF
| turnieje z pulą nagród 100 000 $ |
| turnieje z pulą nagród 75 000 $  |
| turnieje z pulą nagród 50 000 $  |
| turnieje z pulą nagród 25 000 $  |
| turnieje z pulą nagród 10 000 $  |

### Gra pojedyncza
|     | Data       | Turniej         | ($)    | Naw.      | Finalistka          | Wynik         |
| 1.  | 04/07/1994 | Indianapolis    | 25 000 | twarda    | Mashona Washington  | 6:1, 6:3      |
| 2.  | 26/01/1998 | Clearwater      | 25 000 | twarda    | Mashona Washington  | 6:1, 6:2      |
| 3.  | 05/04/1998 | Phoenix         | 50 000 | twarda    | Lilia Osterloh      | 6:0, 6:4      |
| 4.  | 20/07/1998 | Peachtree City  | 25 000 | twarda    | Anne Kremer         | 6:3, 6:3      |
| 5.  | 01/11/1998 | Austin          | 50 000 | twarda    | Meilen Tu           | 3:6, 6:3, 6:4 |
| 6.  | 01/08/1999 | Salt Lake City  | 25 000 | twarda    | Li Fang             | 6:4, 6:3      |
| 7.  | 13/05/2003 | Charlottesville | 25 000 | ziemna    | Christina Wheeler   | 4:6, 6:4, 6:2 |
| 8.  | 08/06/2003 | Surbiton        | 25 000 | trawiasta | Cho Yoon-jeong      | 6:1, 6:3      |
| 9.  | 08/07/2003 | College Park    | 25 000 | twarda    | Ludmiła Skawronska  | 6:1, 6:1      |
| 10. | 28/07/2003 | Louisville      | 50 000 | twarda    | Shenay Perry        | 3:6, 6:4, 6:4 |
| 11. | 14/09/2003 | Peachtree City  | 25 000 | twarda    | Allison Bradshaw    | 6:0, 6:1      |
| 12. | 22/09/2003 | Albuquerque     | 75 000 | twarda    | Milagros Sequera    | 6:2, 6:2      |
| 13. | 05/10/2003 | Troy            | 50 000 | twarda    | Maria Elena Camerin | 7:6(7), 6:3   |
| 14. | 04/06/2005 | Surbiton        | 25 000 | trawiasta | Laura Granville     | 6:3, 6:1      |
| 15. | 16/10/2003 | San Francisco   | 50 000 | twarda    | Lilia Osterloh      | 5:7, 6:4, 6:4 |
| 16. | 10/06/2006 | Surbiton        | 25 000 | trawiasta | Laura Granville     | 7:5, 6:0      |